# Christoph Friedrich Reinhold Lisiewski
Christoph Friedrich Reinhold Lisiewski (ur. 1725 (ochrzczony 3 czerwca) w Berlinie, zm. 11 czerwca 1794 w Ludwigslust) – niemiecki malarz polskiego pochodzenia.
Urodził się w rodzinie malarza Georga Lisiewskiego, który był jego nauczycielem. Siostry artysty, Anna Rosina Lisiewska (1713–1793) i Anna Dorothea Therbusch-Lisiewska (1721–1782) także były malarkami.
Christian Lisiewski malował przede wszystkim portrety, które często urozmaicał martwymi naturami. Był aktywny na dworze w Dessau, później także w Lipsku, Dreźnie i Berlinie, gdzie współpracował z siostrą Anną Dorotheą. Od 1779 był malarzem dworskim w Ludwigslust.
W zbiorach Muzeum Narodowego w Warszawie znajdują się trzy jego obrazy: Portret mężczyzny w turbanie, Walka psa z kotem i Portret mężczyzny.